# Multimedia Messaging Service
 For alternative betydninger, se MMS.
Multimedia Messaging Service (MMS) er små tekst-beskeder med billeder og lyd som kan sendes fra en mobiltelefon til en anden mobiltelefon. Det fungerer på samme måde som SMS som er uden billeder og lyd.
Teknikken er dog en helt anden end ved SMS.
| Telefon | Spire Denne artikel om (mobil-)telefoner og telefoni er en spire som bør udbygges. Du er velkommen til at hjælpe Wikipedia ved at udvide den. |